# Tågsläktet
Tågsläktet, eller bara tåg (Juncus) är ett växtsläkte bestående av fleråriga örter tillhörande familjen tågväxter.

## Arter i släktet, i alfabetisk ordning efter vetenskapliga namnet[1]
- Juncus acuminatus
- Spetståg (Juncus acutiflorus)
- Juncus acutus
- Juncus aemulans
- Juncus alatus
- Juncus alexandri
- Juncus allioides
- Juncus alpigenus.
- Myrtåg (Juncus alpinoarticulatus)
- Juncus amabilis
- Juncus amplifolius
- Juncus amuricus
- Juncus anatolicus
- Svarttåg (Juncus anceps)
- Juncus andersonii
- Juncus antarcticus
- Juncus anthelatus
- Fjälltåg (Juncus arcticus)
- Juncus aridicola
- Ryltåg (Juncus articulatus)
- Juncus astreptus
- Juncus atratus
- Juncus australis
- Juncus balticus
- Juncus bassianus
- Juncus benghalensis
- Juncus beringensis
- Polartåg (Juncus biglumis)
- Juncus biglumoides
- Juncus bolanderi
- Juncus brachycarpus
- Juncus brachycephalus
- Juncus brachyphyllus
- Juncus brachyspathus
- Juncus brachystigma
- Juncus brasiliensis
- Juncus breweri
- Juncus brevibracteus
- Juncus brevicaudatus
- Juncus breviculmis
- Juncus bryoides
- Juncus bryophilus
- Löktåg (Juncus bulbosus)
- Vägtåg (Juncus bufonius)[2]
- Juncus burkartii
- Juncus caesariensis
- Juncus caespiticius
- Juncus canadensis
- Juncus capensis
- Juncus capillaceus
- Juncus capillaris
- Huvudtåg (Juncus capitatus)
- Bruntåg (Juncus castaneus)
- Juncus cephalostigma
- Juncus cephalotes
- Juncus chiapasensis
- Juncus chlorocephalus
- Juncus chrysocarpus
- Juncus clarkei
- Stubbtåg (Juncus compressus)
- Juncus concinnus
- Juncus concolor
- Juncus confusus
- Knapptåg (Juncus conglomeratus)
- Juncus continuus
- Juncus cooperi
- Juncus cordobensis
- Juncus coriaceus
- Juncus covillei
- Juncus crassistylus
- Juncus curtisiae
- Juncus cyperoides
- Juncus debilis
- Juncus decipiens
- Juncus densiflorus
- Juncus deosaicus
- Juncus diastrophanthus
- Juncus dichotomus
- Juncus diemii
- Juncus diffusissimus
- Juncus distegus
- Juncus dolichanthus
- Juncus dongchuanensis
- Juncus dregeanus
- Juncus drummondii
- Juncus dubius
- Juncus dudleyi
- Juncus durus
- Juncus duthiei
- Juncus ebracteatus
- Juncus echinocephalus
- Juncus ecuadoriensis
- Juncus edgariae
- Veketåg (Juncus effusus)
- Juncus elbrusicus
- Juncus elliottii
- Juncus emmanuelis
- Juncus engleri
- Svärdtåg (Juncus ensifolius)
- Juncus equisetinus
- Juncus ernesti-barrosi
- Juncus exiguus
- Juncus exsertus
- Juncus falcatus
- Juncus fauriei
- Juncus fauriensis
- Juncus filicaulis
- Trådtåg (Juncus filiformis)
- Juncus filipendulus
- Juncus fimbristyloides
- Juncus firmus
- Juncus flavidus
- Juncus fockei
- Strimtåg (Juncus foliosus)
- Juncus fontanesii
- Juncus ganeshii
- Juncus georgianus
- Salttåg (Juncus gerardii)
- Juncus giganteus
- Juncus glaucoturgidus
- Juncus gonggae
- Juncus gracilicaulis
- Juncus gracillimus
- Juncus greenei
- Juncus gregiflorus
- Juncus grisebachii
- Juncus guadeloupensis
- Juncus gubanovii
- Juncus gymnocarpus
- Juncus haenkei
- Juncus hallii
- Juncus harae
- Juncus heldreichianus
- Juncus hemiendytus
- Juncus heptopotamicus
- Juncus hesperius
- Juncus heterophyllus
- Juncus himalensis
- Juncus holoschoenus
- Juncus homalocaulis
- Juncus howellii
- Juncus hydrophilus
- Juncus imbricatus
- Blåtåg (Juncus inflexus)
- Juncus ingens
- Juncus interior
- Juncus jacquinii
- Juncus jaxarticus
- Juncus kelloggii
- Juncus khasiensis
- Juncus kingii
- Juncus kleinii
- Juncus krameri
- Juncus kraussii
- Juncus laccatus
- Juncus laeviusculus
- Juncus leiospermus
- Juncus leptospermus
- Juncus lesueurii
- Juncus leucanthus
- Juncus leucomelas
- Juncus liebmannii
- Juncus littoralis
- Juncus llanquihuensis
- Juncus lomatophyllus
- Juncus longiflorus
- Juncus longirostris
- Juncus longistamineus
- Juncus longistylis
- Juncus luciensis
- Juncus luzuliformis
- Juncus macrandrus
- Juncus macrantherus
- Juncus macrophyllus
- Juncus marginatus
- Strandtåg (Juncus maritimus)
- Juncus maximowiczii
- Juncus megacephalus
- Juncus meianthus
- Juncus membranaceus
- Juncus mertensianus
- Juncus micranthus
- Juncus microcephalus
- Juncus milashanensis
- Juncus militaris
- Juncus minimus
- Pysslingtåg (Juncus minutulus)[2]
- Juncus modicus
- Juncus mollis
- Juncus monanthos
- Juncus nepalicus
- Juncus nevadensis
- Juncus nodatus
- Juncus nodosus
- Juncus novae-zelandiae
- Juncus nupela
- Juncus obliquus
- Juncus occidentalis
- Juncus ochraceus
- Juncus ochrocoleus
- Juncus orchonicus
- Juncus orthophyllus
- Juncus oxycarpus
- Juncus oxymeris
- Juncus pallescens
- Juncus pallidus
- Juncus papillosus
- Juncus parryi
- Juncus patens
- Juncus pauciflorus
- Juncus pelocarpus
- Juncus perpusillus
- Juncus persicus
- Juncus pervetus
- Juncus phaeanthus
- Juncus phaeocephalus
- Juncus pictus
- Juncus planifolius
- Juncus polyanthemus
- Juncus polycephalus
- Juncus potaninii
- Juncus prismatocarpus
- Juncus procerus
- Juncus prominens
- Juncus przewalskii
- Juncus psammophilus
- Juncus punctorius
- Juncus pusillus
- Dvärgtåg (Juncus pygmaeus)
- Juncus pylaei
- Juncus radula
- Juncus ramboi
- Grodtåg (Juncus ranarius)
- Juncus ratkowskyanus
- Juncus rechingeri
- Juncus regelii
- Juncus remotiflorus
- Juncus repens
- Juncus requienii
- Juncus revolutus
- Juncus rhotangensis
- Juncus rigidus
- Juncus roemerianus
- Juncus rupestris
- Juncus salsuginosus
- Juncus sandwithii
- Juncus sarophorus
- Juncus saximontanus
- Juncus scabriusculus
- Juncus scheuchzerioides
- Juncus scirpoides
- Juncus secundus
- Juncus semisolidus
- Juncus setchuensis
- Juncus sherei
- Juncus sikkimensis
- Juncus socotranus
- Juncus sonderianus
- Juncus soranthus
- Juncus sparganiifolius
- Juncus spectabilis
- Juncus sphacelatus
- Juncus sphaerocarpus
- Juncus spumosus
- Borsttåg (Juncus squarrosus)
- Juncus stenopetalus
- Juncus stipulatus
- Juncus striatus
- Dytåg (Juncus stygius)
- Juncus subcaudatus
- Juncus subglaucus
- Trubbtåg (Juncus subnodulosus)
- Juncus subsecundus
- Juncus subtilis
- Juncus subulatus
- Juncus subulitepalus
- Juncus supiniformis
- Juncus taonanensis
- Juncus tenageia
- Syltåg (Juncus tenuis)
- Juncus texanus
- Juncus textilis
- Juncus thomasii
- Juncus thompsonianus
- Juncus thomsonii
- Juncus tiehmii
- Juncus tingitanus
- Juncus tobdeniorum
- Juncus torreyi
- Juncus trachyphyllus
- Juncus trichophyllus
- Klynnetåg (Juncus trifidus)
- Juncus triformis
- Lapptåg (Juncus triglumis)
- Juncus trigonocarpus
- Juncus uncialis
- Juncus uniflorus
- Juncus uruguensis
- Juncus usitatus
- Juncus vaginatus
- Juncus validus
- Juncus wallichianus
- Juncus valvatus
- Juncus vaseyi
- Juncus venturianus
- Juncus virens
- Juncus xiphioides